# Josia fusigera
Josia fusigera är en fjärilsart som beskrevs av Walker 1864. Josia fusigera ingår i släktet Josia och familjen tandspinnare. Inga underarter finns listade i Catalogue of Life.